# 中緬邊境作戰
是1960年中華人民共和國聯合缅甸联邦發動對緬甸境內的中華民國國軍的軍事行動，結果联军擊敗國軍，使雲南人民反共志願軍大部撤回台灣。

## 背景
緬甸不斷以武力驅逐國軍游擊隊，一直未能成功。:245最初，北京曾主動向緬甸政府表示，願意派遣軍隊入緬代為效勞，並保證事成後撤軍回境。緬甸多年來未接受提議，但經過7、8年的努力仍不能憑自己的力量解決國軍。:2451957年1月，緬軍地方部隊首次主動向解放軍雲南邊境駐軍提出聯合作戰的請求。同年8月，緬軍再次向解放軍提出同樣的請求。但此事非能由地方部隊所能定奪，未能立刻付諸行動。:245
中華民國政府於1959年初提出「興華計劃」，擬將滇緬邊區大舉建設為反攻大陸的基地，十分張揚地為國軍游擊隊在孟帕寮修建飛機場，表示該處有一項明顯、重大的工程。:244此舉再度引起緬甸政府及中華人民共和國的關心與注意，緬甸境內顯然仍有台北支持的部隊在積極活動，並未依聯合國大會決議徹底撤出緬甸。:244此事促成緬甸與中華人民共和國的軍事上的聯合。:246緬甸總理尼溫於1月率團訪問北京，簽訂「中緬友好互不侵犯條約」與「中緬邊界協定」。緬甸以中緬聯合勘界名義，聯合中国人民解放軍進剿國軍游擊隊。:246

## 戰役準備
10月1日，中緬邊界條約在北京簽訂。10月23日解放軍在猛海建立前線指揮所，11月4日在雙方於昆明簽訂「關於勘界警衛作戰問題的協議」，此協議規定雙方作戰地段分工、任務範圍、行動時間等。:247為避免驚擾東南亞鄰國，聯合作戰行動完全以雙方勘界警衛之名義，秘密進行。:246
緬軍於11月11日及15日，先行單獨向國軍第四軍兩個據點發起攻擊，未能得手。:247國軍於11月15日召集過一次幕僚會議，研判解放軍將以勘界為名，聯合緬軍進攻，因此下達25日前完成戰備命令，但仍遲於解放軍的進攻發起時間。:252

## 戰役經過

### 二十公里紅線內的第一波攻勢（11月21日至22日）
11月22日，雙方簽署下達聯合作戰命令，指明清除国军需要四個階段完成，預定發起攻擊時間等細節。:247解放军於21日入夜後，兵分22路進入緬甸，22日拂曉分別向國軍16個據點發起進攻。:250
根據解放軍方面記載，16個據點中，毫無警覺被全殲者6處，部分殲滅8處，撲空2處。其中第一軍第二師師部全殲。而國軍第四軍先遭緬軍攻擊，該部隊因此調動而撲空。:250、251國軍方面記載，第一軍及第四軍的16個據點遭受攻擊。因缺乏戒備，至22日中午先後被殲，或失守撤離。多數據點靠近20公里紅線深度，故受襲的國軍逃離不遠，解放軍即因20公里紅線停止追擊。:252

### 西線國軍與緬軍的戰鬥（11月15日至1月22日）
緬軍動員而來的陸空部隊，自西面試圖向國軍游擊隊總部外圍推進。國軍以空運而至的新型美援武器來戍守江拉外圍的南昆，使得緬軍連續攻打了一兩個月，都無法突破:263由於對國軍的進攻已有兩個月沒有實質進展。緬軍蘇敏昂於1961年1月21日下午，飛至解放軍前線指揮部猛育，請求解放軍越過20公里線，深入緬境，協助進攻國軍游擊隊。:25

### 第二波攻勢（1月24日至1月25日）
解放軍應緬軍之請，24日進軍越過20公里紅線，三個戰鬥群同時進發。第一戰群由猛街向南，經坤松坎南面圍向總部。第二戰群由猛育出發向猛白了接近。第三戰群則從猛育南進之後，於巴西里、莊拉、叭坎亮等地遭遇國軍第二軍第八師趙丕丞部相遇，發生了這次戰爭行動中最大的抵抗與犧牲。之後趙丕丞部棄守，解放軍的第一、二戰群於25日清晨在嚮導的帶領下，向南逼近國軍總部駐地江拉。國軍外圍部隊稍作抵抗，柳元麟即下令放棄江拉總部，連夜渡過湄公河，退入處於內戰中的，將多達約5公噸重的大量美援重武器、彈藥捨棄在孟帕寮。:257、263

### 解放軍北返（2月上旬）
行動已經將柳元麟部隊驅離出境，協助緬甸收復江拉、孟帕寮等國軍重要據點，對緬軍而言已經達成戰爭目標。解放軍入緬境之事已經曝光，緬政府遭到緬甸國會的猛烈抨擊。2月1日，緬軍立刻派人前往猛育與解放軍簽約，請解放軍七天之內完全撤離緬甸國境。:259

### 老羅寨空中戰鬥（2月15日）
由於得知解放軍已經北返，國府仍打算保留在緬甸境內的基地，中華民國參謀總長彭孟緝上將下令，將仍留緬境的部隊統歸段希文指揮，並決定直接空投補給第三軍、第五軍。2月15日，國軍地面官兵一大早就擺出了醒目的「H」白色空投板，並且無視緬甸飛機臨空盤旋一兩個小時，仍不知取消任務。:261待當日下午4時，國軍PB4Y型運輸機飛臨泰緬邊境，進入老羅寨山脊空投場，準備實施空投補給時，遭遇有備而來的3架緬甸軍機升空攔截，欲將國軍飛機俘虜迫降至緬境。國軍運輸機立即掉頭逃離，遭緬軍機開火追擊。:261國軍開火還擊時將緬軍機擊傷，緬機兩傷，一架墜毀於泰國回海，一架迫降景棟機場，國軍運輸機則墜毀在泰國老象塘。:261

### 仰光反美暴動（2月21日）
國軍的飛機侵入緬甸，並且擊落緬甸飛機，此事遭緬甸報紙披露，引發緬甸輿論撻伐，尤其對美國聯手外國軍隊入侵感到光火。仰光發生連續數日的反美暴動，美國駐仰光使館、泛美航空公司遭受破壞。緬甸警察鎮壓抗議群眾時，導致了2死50餘傷。:265

### 美國要求國府撤軍（2月19日至25日）
柳元麟因私怨而整肅段希文，將原本應撥交給第五軍的美援武器扣押在孟帕寮:263，最終來不及撤運或銷毀，為中緬聯軍所獲，成為國府違反規定將美援武器支援緬甸境內游擊隊的證據，此事成為雲南人民反共志願軍解散的關鍵因素。美國约翰·肯尼迪政府於19日、22日兩次向國府傳達，要求將國軍從緬甸撤走的意見。25日蔣中正召見莊萊德大使，告知願將部隊撤走解散的決定。:263、267

## 影響及後續
柳元麟部隊于1961年3月17日至4月30日撤往臺灣:8。沒有撤離的第三、五軍作為僱傭軍，協助寮國政府軍剿共。1962年7月23日，14國於日內瓦簽訂關於寮國中立的宣言的議定書，議定外國軍方人員必須撤出寮國，否則會引起寮共的抗議。後來第三、第五軍留在泰缅邊境，成為泰北孤軍，統轄權歸於泰國政府。

## 另見
- 中华人民共和国-缅甸关系
- 中華民國-緬甸關係